# María Julia Garisoain
María Julia Garisoain (22 de julio de 1971 en Buenos Aires) es una ex remera argentina que representó a su país en dos ocasiones en los Juegos Olímpicos. Su especialidad fue el scull peso ligero, individual o doble. Se retiró en 2003 cuando no se incluyó el scull individual como modalidad olímpica.

## Trayectoria
Es Licenciada en actividades físicas y deportivas. Ha sido múltiple campeona argentina, sudamericana y panamericana, además de medallista Mundial. Disputó los Juegos Olímpicos de Atlanta 1996 y los de 2000, y además acompañó al equipo nacional en los Juegos Olímpicos de Atenas 2004 y fue coordinadora en los Juegos Olímpicos de Pekín 2008. En Atlanta participó en el doble scull junto a su compañera Dolores Amaya y en Sídney formó pareja en el scull ligero junto a Marisa Peguri para firmar un 18.º puesto. Forma parte de la Asociación Mundial de Olímpicos, de la Asociación Argentina de Remo y es presidenta de la comisión de atletas del Comité Olímpico Argentino. En 1990 se convirtió en la primera mujer en integrar su equipo de remo, el Buenos Aires Rowing, equipo fundado en 1873. Anteriormente había formado parte del Club de Regatas Bariloche.
Ha sido campeona de Argentina desde 1991 hasta 1999, y campeona sudamericana en 1991, 1993, 1995, 1997 y en 1999. También consiguió tres medallas de oro en los Juegos Panamericanos, la primera en single scull en 1995 y las otras dos en la edición de 1999 en single scull, nuevamente, y en cuádruple par ligero junto a Patricia Conte, Elina Urbano y Marisa Peguri. En 1997 se convirtió en la primera argentina que conseguía clasificarse para una final A en una Copa del Mundo, y en el Campeonato Mundial de Remo de 1998 celebrado en Colonia (Alemania) obtuvo la medalla de bronce en la modalidad de scull individual ligero tras la suiza Pia Vogel y la francesa Benedictine Luzuy. También consiguió la misma posición al año siguiente en el Campeonato Mundial de Remo de 1999 celebrado en St. Catharines (Canadá) tras la suiza Pia Vogel nuevamente y la estadounidense Lisa-Marie Schlenker.
En 1991 se convirtió en la primera representante internacional de remo argentino en la historia, además de convertirse en la primera mujer latinoamericana en conseguir una medalla mundial en su deporte. A lo largo de su carrera deportiva ha ganado en más de 120 regatas nacionales e internacionales. Obtuvo el Olimpia de Plata en 1997, y después el Botón de Oro de la Asociación Argentina de Remo. En 2000 ganó el diploma al mérito deportivo de la Fundación Konex.
Miembro Directorio del Comité Olímpico Argentino.
Pte Comisión Cultura y Legado Olímpico COA
Secretaría Gral Asociación Olímpicos Argentinos
Pte Federación Metropolitana de Remo.
Remera Olímpica, Medallista Mundial, múltiple campeona Panamericana y Sudamericana.
Sus inicios en la Dirigencia Deportiva como representante de los Atletas Olímpicos en el Comité Olímpico Argentino, dándole vida y función a la Comisión de Atletas COA y trabajando en conjunto con la CA Comité Olímpico Internacional.
Actualmente, miembro del Mesa directiva del Comité Olímpico Argentino, referente de Integridad y cumplimiento del Comité Olímpico Argentino, Pte de la Comisión Cultura y Legado Olímpico, Secretaria Gral de la Asociación Atletas Olímpicos Argentinos y Pte de la Federación Metropolitana de Remo.
Profesora Nacional de Educación Física, Licenciada en Actividades Físicas y deportivas, egresada de la Facultad de Medicina de la Universidad del Salvador.
Ombudsman de los Atletas, creo la Línea Directa Confidencial del Alto rendimiento, lleva adelante la Defensoría del Equipo Argentino y dirige el área de Fortalecimiento Institucional del Ente Nacional de Alto Rendimiento Deportivo ( ENARD)